# Chloroceryle aenea
El martín pescador enano (Chloroceryle aenea) es una especie de ave coraciforme de la familia Cerylidae que reside en las tierras bajas de los trópicos americanos; se distribuye desde el sur de México a través de Centroamérica al centro de Brasil. Se distinguen dos subespecies.

## Descripción
Tiene 13 cm de largo y pesa 18 g. Tiene la forma de martín pescador típica, con una cola corta y el pico largo. Es verde oliva en la parte superior con un collar de color amarillo-naranja en todo el cuello. La parte inferior es rojizo y el vientre de color blanco. La hembra tiene una estrecha banda verde en el pecho. Las aves jóvenes se parecen a los adultos, pero tienen la parte inferior más pálido, sin la banda de la hembra adulta y sin Le faltan las manchas blancas en las alas y los flancos.

## Distribución y hábitat
El martín pescador enano tiene una amplia distribución que se extiende desde el sur de México, a través de América Central hasta el oeste de Ecuador, y en el este hasta el centro de Bolivia y el centro de Brasil. La especie ocupa toda la cuenca del Amazonas  y la cuenca del río Tocantins en el estado brasileño de Pará. También se produce en Trinidad y Tobago.
Este diminuto martín pescador habita densos bosques y manglares, a lo largo de pequeños arroyos o ríos con los bancos de vegetación densa.

## Comportamiento
El martín pescador enano suele cazar desde una percha, o una rama baja cerca del agua, antes de sumergirse para capturar pequeños peces o renacuajos. También se alimenta de insectos que captura en el vuelo. 
El nido es un túnel horizontal de hasta 40 cm de profundidad excavado en el banco del río, en un montículo de tierra o tal vez en un nido de termitas arbóreas. La hembra pone tres, a veces cuatro, huevos blancos.

## Subespecies
Se reconocen dos subespecies:
- Chloroceryle aenea aenea (Pallas, 1764)
- Chloroceryle aenea stictoptera (Ridgway, 1884)

La subespecie del sur, C. a. aenea, tiene dos líneas de manchas blancas en las alas, y la del norte,  C. a. stictoptera  tiene tres o cuatro líneas de puntos y una mancha blanca oculta de plumas en la parte inferior de la cola. Ambas formas pueden observarse en el centro de Costa Rica.